# Thesium atrum
Thesium atrum är en sandelträdsväxtart som beskrevs av Arthur William Hill. Thesium atrum ingår i släktet spindelörter, och familjen sandelträdsväxter. Inga underarter finns listade i Catalogue of Life.